# Лонфернини, Теодоро
Теодо́ро Лонферни́ни (итал. Teodoro Lonfernini; род. 12 мая 1976, Серравалле) — капитан-регент Сан-Марино с 1 октября 2012 по 1 апреля 2013 года, избран вместе с Денизе Бронцетти. С апреля 2013 года — министр туризма Сан-Марино.
Член Христианско-демократической партии с 2002 года. С 2007 по 2010 год был главным редактором органа ХДП газеты «Il San Marino»
В 2008 году избран членом Большого генерального совета Республики Сан-Марино, а с ноября 2010 года является председателем Центрального совета Сан-Маринской Христианско-демократической партии.
Теодоро Лонфернини женат и имеет троих детей.
Являлся одним из самых молодых, из действующих руководителей государств мира, в период капитан-регентства.